# Michal Menšík
Michal Menšík (16. prosince 1984 Praha) je český startupový podnikatel.
Michal Menšík je aktuálním majitelem logistické společnosti DoDo. Založil také investiční společnost V-Sharp Ventures Studio, prostřednictvím níž investuje do dalších startupů.
Podle českého vydání časopisu Forbes patřil v roce 2022 s majetkem 3,6 miliardy korun mezi 100 nejbohatších Čechů.